# Arbeia
Arbeia era un ampio castrum romano (nei pressi dell'odierna South Shields), nella contea di Tyne and Wear, in Inghilterra, che è stato parzialmente ricostruito. Fu scavato per la prima volta negli anni Settanta del XIX secolo.

## Il forte
Si trovava sul Lawe Top, in posizione dominante sul fiume Tyne. Fondato attorno al 120 d.C., divenne poi un forte di rifornimento marittimo per il Vallo di Adriano trovandosi su quella che viene definita la Cade's Road. Fu occupato fino alla partenza dei Romani dalla Britannia nel V secolo.
Il suo nome potrebbe significare forte delle truppe arabe, forse perché, nel corso della sua storia, parte della guarnigione era stata composta da elementi di origine mesopotamica provenienti dal Tigri. Si sa che qui vi stazionò anche uno squadrone di cavalleria ispanica.

## Museo

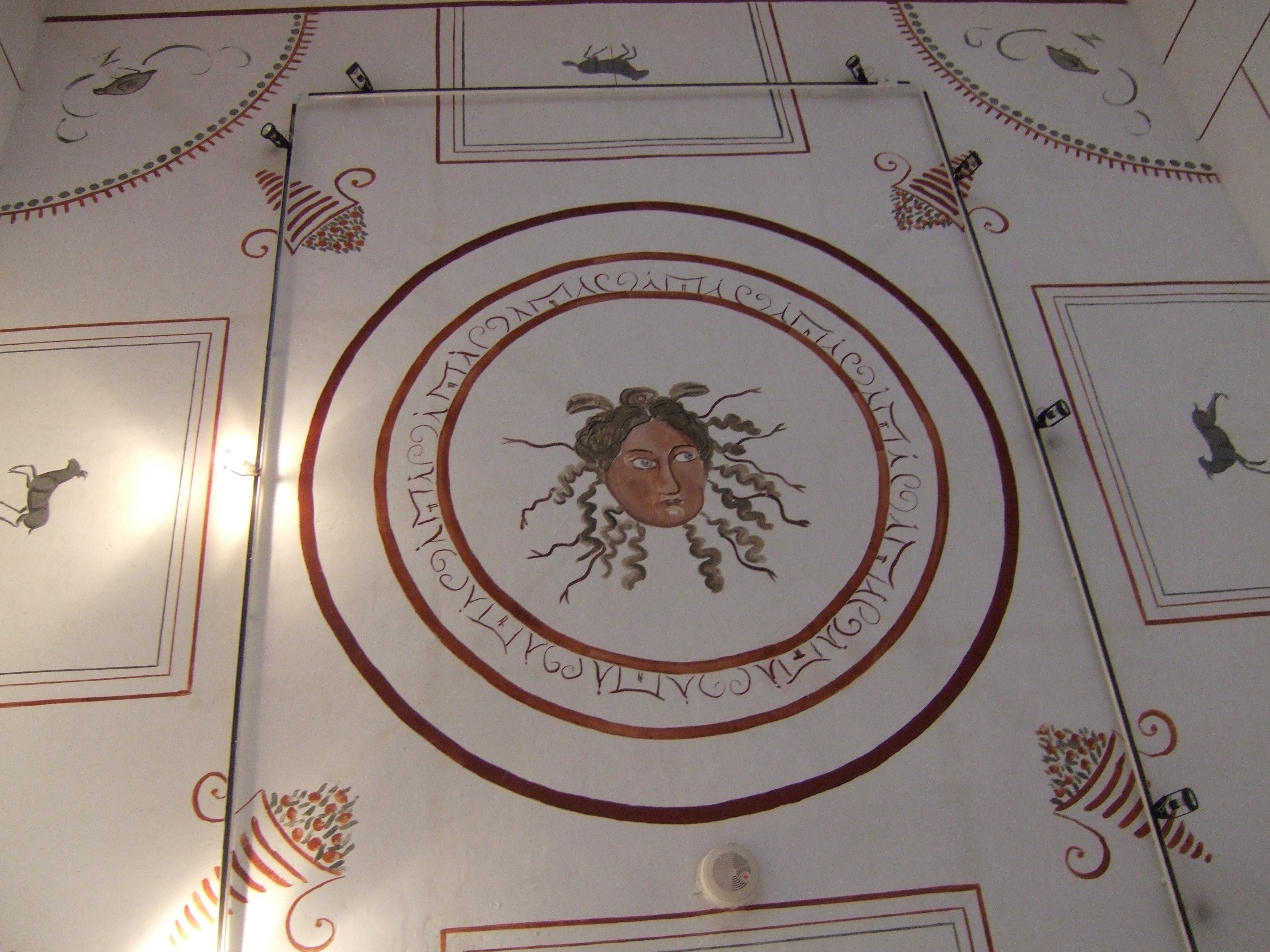
Pitture murali ad Arbeia.

Due monumenti che si trovano nel museo di Arbeia attestano la natura cosmopolita della popolazione che nel tempo risiedette qui. Uno commemora Regina, una donna britannica della tribù dei Catuvellauni (che grosso modo risiedevano nell'odierno Hertfordshire), che dapprima fu una schiava e poi, una volta liberata, moglie di Barate, un mercante originario di Palmira, che oggi si trova in Siria, che appunto eresse una lapide funeraria in memoria della moglie, scomparsa all'età di 30 anni. Lui fu invece sepolto nel vicino castrum di Coria). Il secondo monumento ricorda invece Vincitore, un altro liberto, liberato da Numeriano, cavaliere spagnolo, che poi organizzò il funerale di Vincitore che, morto a 20 anni, viene ricordato di nazionalità moresca
Il museo ospita anche una pala d'altare dedicata a una divinità prima sconosciuta e una tavoletta con il nome dell'imperatore Alessandro Severo (morto nel 235).

## Ricostruzione
Un corpo di guardia e caserme romane sono state ricostruite sulle loro fondamenta. Il corpo di guardia contiene numerose esposizioni legate alla storia del forte e i suoi piani superiori offrono una panoramica del sito archeologico.